# Uromyces
|  | Dieser Artikel wurde aufgrund von formalen oder inhaltlichen Mängeln in der Qualitätssicherung Biologie zur Verbesserung eingetragen. Dies geschieht, um die Qualität der Biologie-Artikel auf ein akzeptables Niveau zu bringen. Bitte hilf mit, diesen Artikel zu verbessern! Artikel, die nicht signifikant verbessert werden, können gegebenenfalls gelöscht werden. Lies dazu auch die näheren Informationen in den Mindestanforderungen an Biologie-Artikel. |

Uromyces ist eine artenreiche Gattung der Rostpilze in der Familie der Pucciniaceae. Die Gattung wurde von Franz Unger 1833 in seiner Arbeit Die Exantheme der Pflanzen erstbeschrieben.

## Beschreibung
Uromyces-Arten bilden ein interzelluläres Myzel und einzellige Teliosporen aus.
Die Pilze leben als parasitisch auf verschiedenen Pflanzenarten. Sie haben einen vollständigen Entwicklungsgang und wechseln dabei teilweise ihren Wirt, wobei sie in den unterschiedlichen Entwicklungsphasen auf unterschiedliche Wirtspflanzen spezialisiert sind.

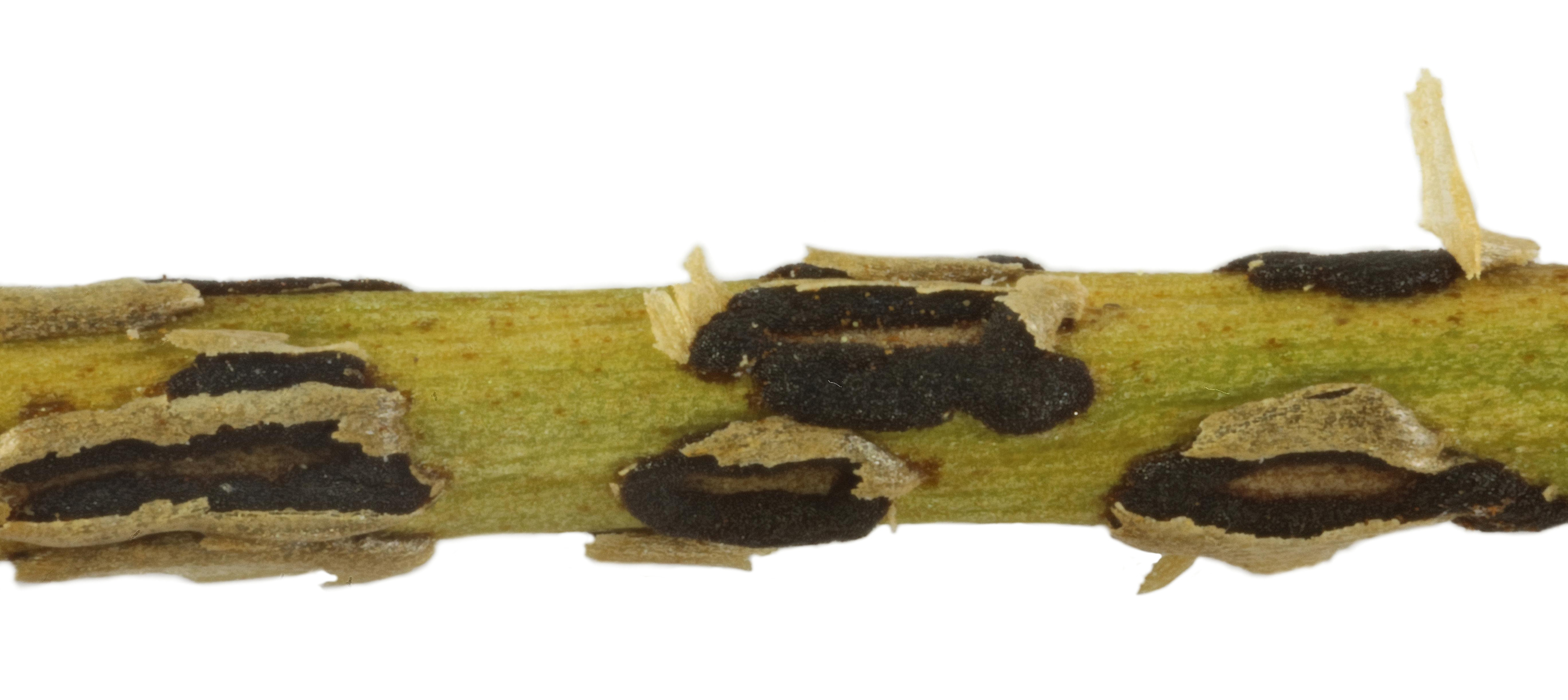
Uromyces junci auf der Stumpfblütigen Binse (Juncus subnodulosus)

## Arten (Auswahl)
- Uromyces abbreviatus
- Uromyces acuminatus
- Uromyces aegopogonis
- Uromyces aeluropodis-repentis
- Uromyces airae-flexuosae
- Uromyces alchemillae[3]
- Uromyces amoenus
- Uromyces amphidymus
- Uromyces andropogonis
- Uromyces anthyllidis
- Uromyces antiguanus
- Uromyces appendiculatus
- Uromyces archerianus
- Uromyces argutus
- Uromyces aristidae
- Uromyces bauhiniae
- Uromyces bauhiniicola
- Uromyces beckmanniae
- Uromyces bidenticola
- Uromyces bidentis
- Uromyces blandus
- Uromyces brominus
- Uromyces cacaliae[4]
- Uromyces calopogonii
- Uromyces ciceris-arietini
- Uromyces clignyi
- Uromyces clitoriae
- Uromyces cologaniae
- Uromyces coloradensis
- Uromyces compactus
- Uromyces coronatus
- Uromyces costaricensis
- Uromyces crotalariae
- Uromyces cucullatus
- Uromyces cuspidatus
- Uromyces dactylidis
- Uromyces dactyloctenii
- Uromyces danthoniae
- Uromyces dolicholi
- Uromyces ehrhartae
- Uromyces ehrhartae-calycinae
- Uromyces ehrhartae-giganteae
- Uromyces elegans
- Uromyces epicampis
- Uromyces ervi
- Uromyces ferganensis
- Uromyces fragilipes
- Uromyces gageae
- Uromyces geranii
- Uromyces glycyrrhizae
- Uromyces graminicola
- Uromyces graminis
- Uromyces halstedii
- Uromyces hedysari-obscuri
- Uromyces hedysari-paniculati
- Uromyces holci
- Uromyces hordeinus
- Uromyces hyalinus
- Uromyces illotus
- Uromyces imperfectus
- Uromyces inayati
- Uromyces indigoferae
- Uromyces junci[5]
- Uromyces kenyensis
- Uromyces koeleriae
- Uromyces lapponicus
- Uromyces leptochloae
- Uromyces lespedezae-procumbentis
- Uromyces linearis
- Uromyces lupini
- Uromyces macnabbi
- Uromyces major
- Uromyces mexicanus
- Uromyces microchloae
- Uromyces minimus
- Uromyces montanoae
- Uromyces montanus
- Uromyces muehlenbergiae
- Uromyces mussooriensis
- Uromyces nassellae
- Uromyces neurocarpi
- Uromyces niteroyensis
- Uromyces oblongisporus
- Uromyces occidentalis
- Uromyces otakou
- Uromyces paspalicola
- Uromyces peckianus
- Uromyces peglerae
- Uromyces pencanus
- Uromyces penniseti
- Uromyces phacae-frigidae
- Uromyces pisi
- Uromyces polymniae
- Uromyces pressus
- Uromyces procerus
- Uromyces psoraleae
- Uromyces punctatus
- Uromyces purus
- Uromyces rudbeckiae
- Uromyces salmeae
- Uromyces schoenanthi
- Uromyces seditiosus
- Uromyces senecionicola
- Uromyces setariae-italicae
- Uromyces snowdeniae
- Uromyces sporoboli
- Uromyces sporobolicola
- Uromyces stipinus
- Uromyces striatus
- Uromyces tenuicutis
- Uromyces tenuistipes
- Uromyces tragi
- Uromyces trichoneurae
- Uromyces tripogonicola
- Uromyces turcomanicus
- Uromyces viciae-fabae
- Uromyces vignae
- Uromyces vossiae
- Uromyces yurimaguasensis